# سوزی شوک
سوزی شوک (به انگلیسی: Susy Shock) (زاده ۶ دسامبر ۱۹۶۸) بازیگر، نویسنده، خواننده آرژانتینی است.
او یک زن ترنس است.